# محمد أوزين
محمد أوزين، (مواليد 5 يناير 1969) أستاذ جامعي مغربي، مختص في سوسيولوجا اللغات، اشتغل منصب وزير الشباب والرياضة في حكومة بنكيران وثم تجميد نشاطه بعد «فضيحة» ملعب الرباط وتم إعفاءه بشكل رسمي يوم 07 يناير 2015 من طرف العاهل المغربي محمد السادس.

## نشأته
في سنة 1993 حصل على الإجازة في اللغات من جامعة محمد الخامس بالرباط وبعدها سنة 1995 على دبلوم الدراسات العليا بشعبة اللغات والثقافات بنفس الجامعة، وشهادة الماسترز في استرتيجيات التنمية المستدامة بجامعة الشرق الأوسط في بوسطن سنة 2000، ودكتوراه في سوسيولوجا اللغات من جامعة محمد الخامس سنة 2004، كما تخرج من الأكاديمية الدولية للرياضة بغومرباش في ألمانيا والمعهد الدولي لبرامج الرياضة بالولايات المتحدة الأمريكية.

### مسيرته المهنية
شغل منصب مستشار تقني بوزار الفلاحة والتنمية القروية والصيد البحري بين 2002 و2007، حيث تكلف بإعداد عدة ملفات وأبحاث ودراسات وأشرف على العديد من البرامج. كما عمل بين 1993 إلى 1999 كأستاذ بجامعة محمد الخامس.
وشغل منصب مستشار ومساعد رئيس جامعة الشرق الأوسط ببوسطن ثم مستشارا ثقافيا بمؤسسة بيس كور.

### فضيحة" ملعب الرباط
أوضحت يومية «الأحداث المغربية»، أن اللجنة الوزارية التي تحقق في فضيحة عشب ملعب مولاي عبد الله بالرباط، وقفت على تطورات مثيرة تبين أن العشب الذي وضع فوق أرضية ملعب الرباط ليس هو نفس العشب الذي كان مضمنا في عرض شركة «فالتيك» قبل فوزها بالصفقة والتي بلغت قيمتها الإجمالية حوالي مليار و700 مليون سنتيم.
و أظهرت التحقيقات، أن نقل المونديال من مدينة أكادير إلى الرباط جاء بفضل رغبة بعض الجهات في استغلال الميزانية الضخمة المخصصة لإصلاح الملعب والمقدرة بـ 22 مليار سنتيم.
و أوضحت «الأحداث المغربية»" أن بعض الجهات استغلت صفقات خاصة باصلاح الملعب وقامت بتفويتها لذوي القربى والأصدقاء، ضاربة المثل بصفقة كراسي الملعب التي تبين أنها كانت مخزنة في مخازن أحد مسؤولي الوزارة حتى قبل اتخاذ قرار إصلاح ملعب العاصمة.
أعطى الملك محمد السادس، 07.01.2015، لتعليق أنشطة وزير الشباب والرياضة محمد أوزين، المرتبطة بالنسخة الـ11 من بطولة كأس العالم للأندية لكرة القدم.
هذا وأمر الملك رئيس الحكومة عبد الإله بنكيران، بفتح تحقيق معمق وشامل لتحديد المسؤوليات، حول ما سماها الكثيرون «فضيحة» ملعب مولاي عبد الله بالرباط، عندما تحول إلى بركة مائية كبيرة بسبب الأمطار، قبل أن يعمد العمال إلى محاول تجفيفه بـ«الكراطة» و«البونج»، وذلك في مباراة جمعت نادي «كروز أزول» المكسيكي، بنادي «ويسترن سيدني» الأسترالي برسم كأس العالم للأندية.

### النشاط السياسي
هو عضو في المكتب السياسي لحزب الحركة الشعبية، شغل منصب مستشار وزير الفلاحة والصيد البحري كما أنه يرأس المجلس القروي لواد افران بإقليم إفران، كما كان كاتب الدولة لدى وزير الشؤون الخارجية والتعاون في الحكومة السابقة.